# فندق بريستول كمبنسكي برلين

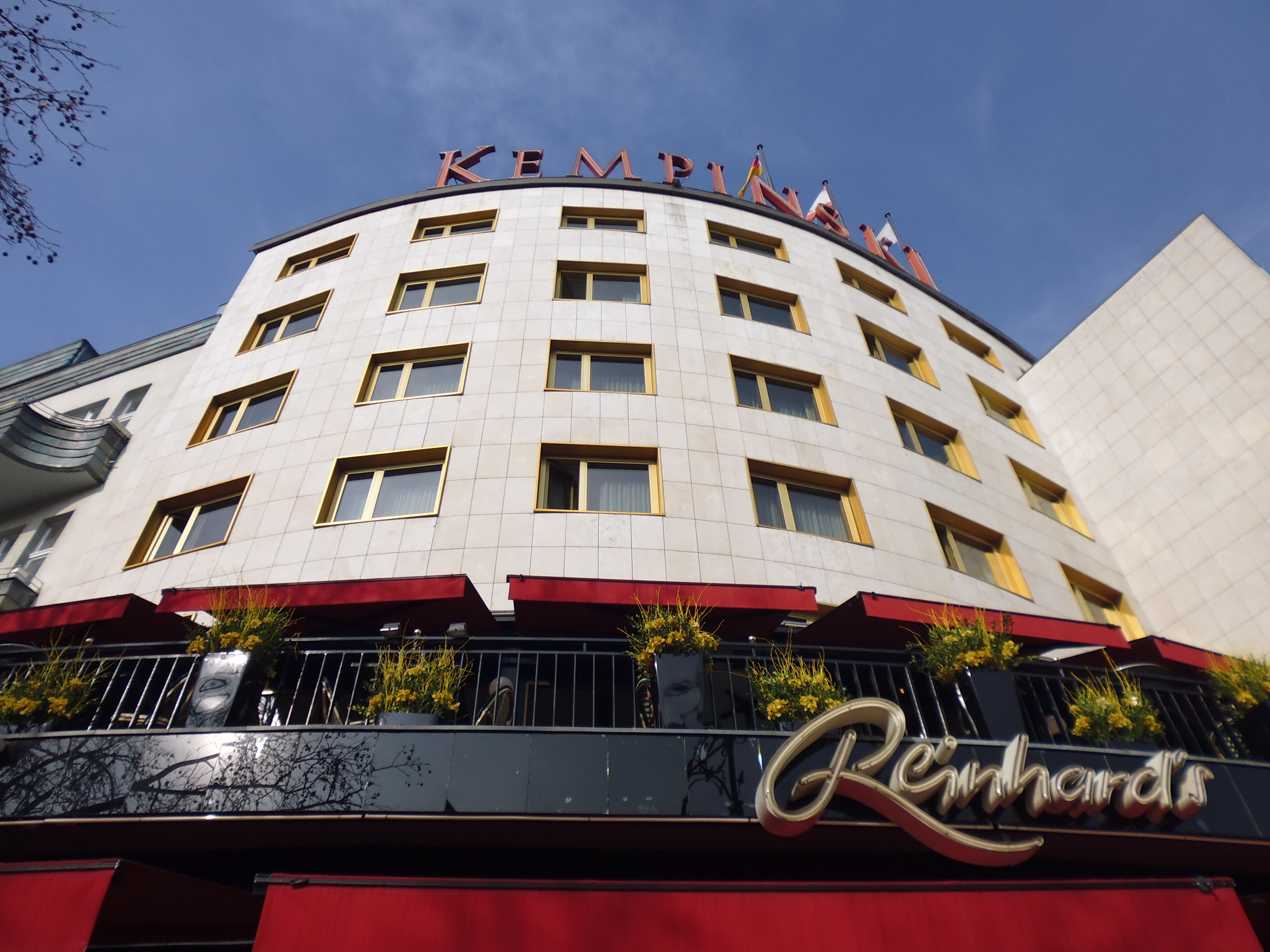
بريستول كمبينسكي برلين

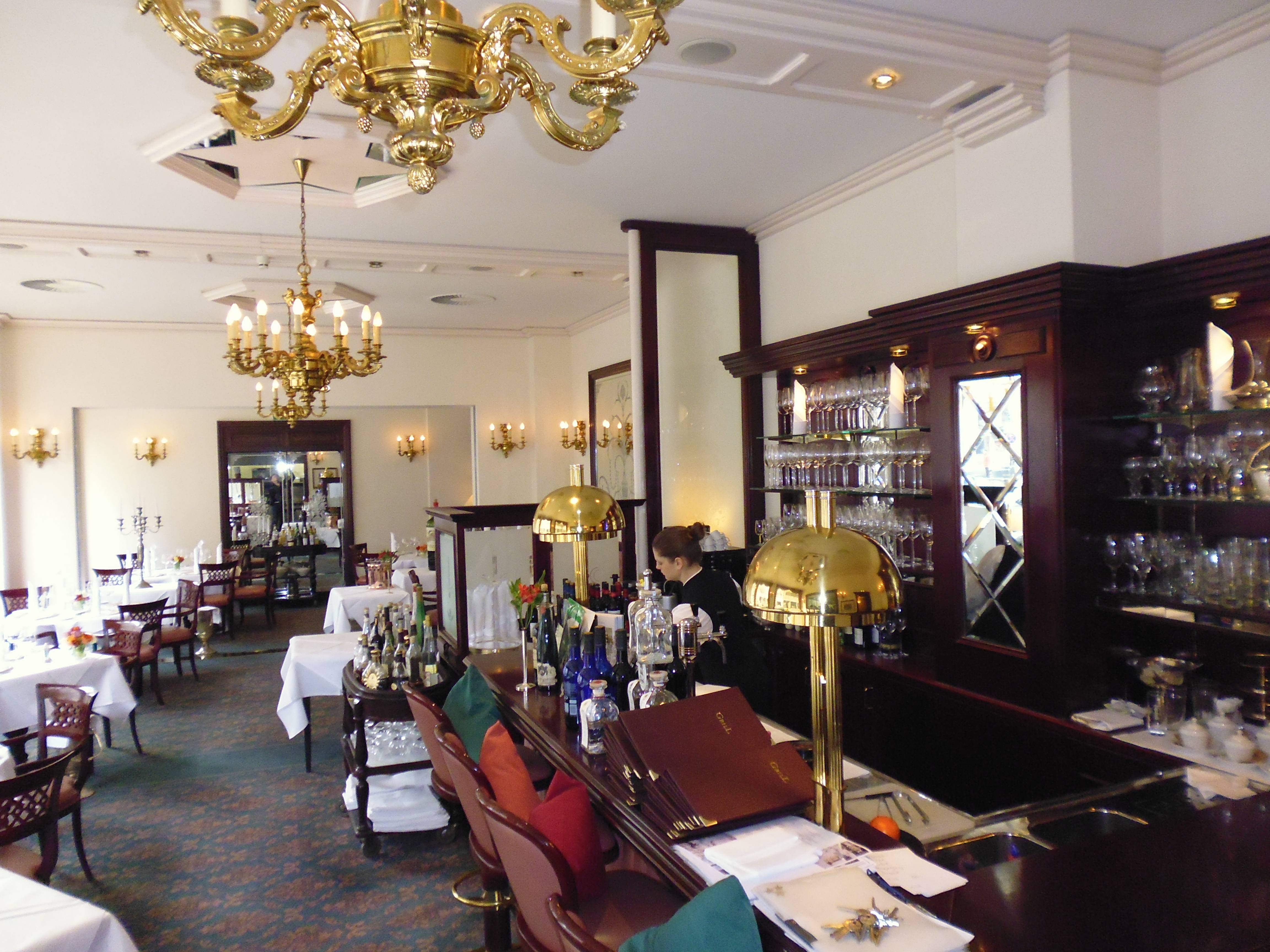
مشوى كمبينسكي

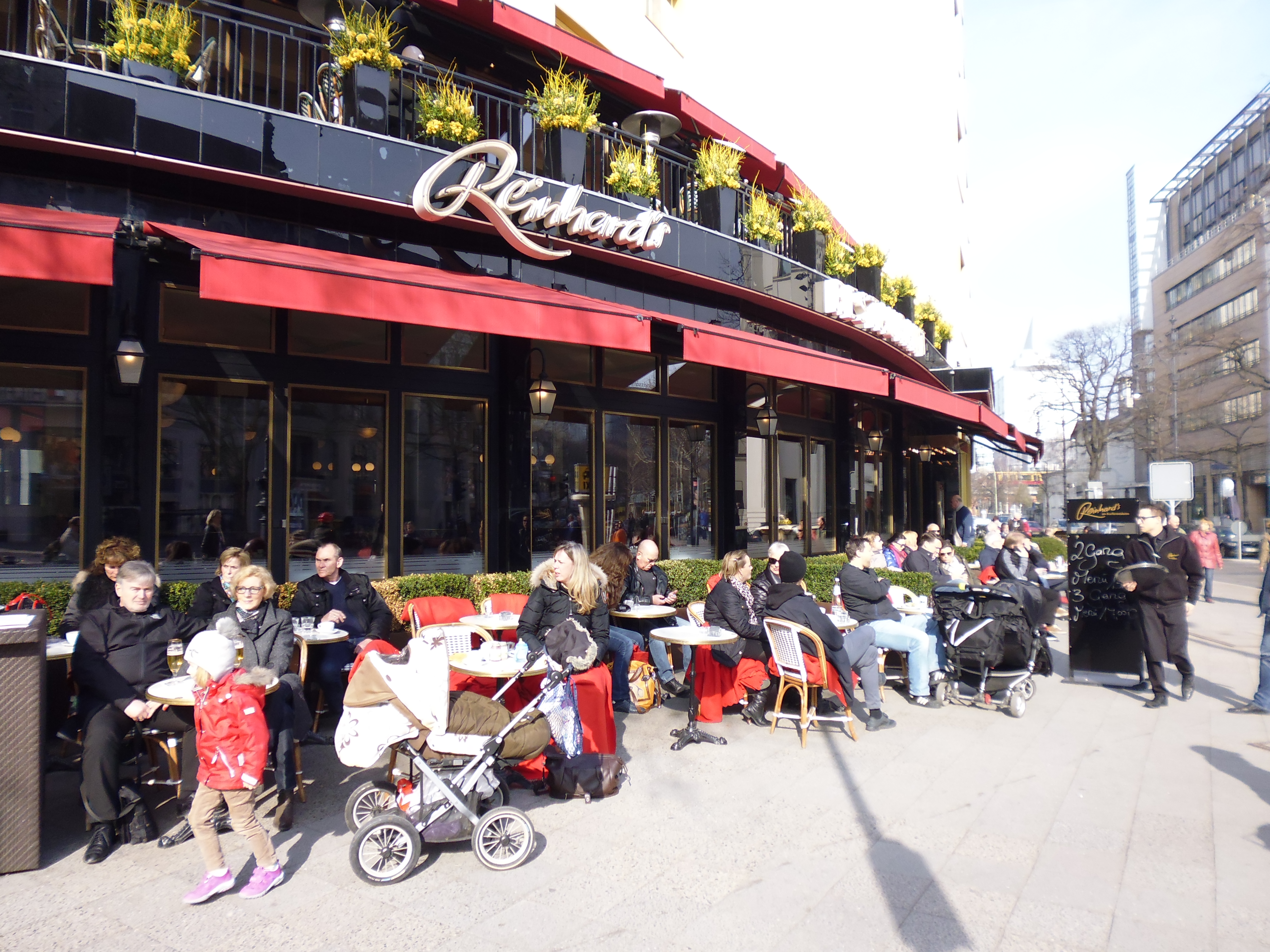
بريستول من الخارج

فندق بريستول كمبينسكي (بالألمانية:   Kempinski Hotel Bristol) هو فندق فاخر في منطقة كورفورستندام برلين، ألمانيا. افتتح عام 1952 كأول فندق في مجموعة كمبينسكي.

## لمحة تاريخية
إلى جانب عمله في المطاعم بنى ريتشارد أنجر، صهر برتولد كمبينسكي شركة عقارية كبيرة مع بداية الحرب العالمية الأولى في برلين. أسس أنجر العلامة التجارية «كمبينسكي» وقد كان العمل يسير بشكل ناجح. في عام 1918 افتتح فندق كمبينسكي في منطقة كورفورستندام 27. ومع الاستيلاء على السلطة من قبل النازيين بدأ العمل بالانحدار. لحماية نفسه وعائلته، هاجر أنجر إلى الولايات المتحدة. استحوذ على شركة كمبينسكي من قبل شركة Aschinger AG.
قبل نهاية الحرب بفترة قصيرة، دمر حريق المطعم في شارع كورفورستندام. مع نهاية الحرب العالمية الثانية عاد ابن ريتشارد أنغر، الدكتور فريدريك أنجر إلى ألمانيا. في نفس المكان حيث يقع المطعم في شارع كورفورستندام 27، بدأ في عام 1951 في بناء فندق، الذي افتتح تحت اسم كمبينسكي في وقت لاحق من العام. كان الفندق حتى نهاية السبعينات الفندق الفاخر الوحيد والوجهة الأولى لمشاهير السينما والتلفزيون في برلين. كان الطعام في السبعينات حاصل على نجمة ميشلان للجودة.

## الفندق
يضم الفندق 246 غرفة، 55 جناحا، ثلاثة مطاعم، قاعة القلعة، حوض سباحة داخلي وصالة ألعاب رياضية صغيرة. وقد تم تجديد الفندق في عام 2008 بحوالي 10 ملايين يورو. ومع ذلك فقد خسر لقب الفندق الأكثر ريادة في العالم لعام 2009 {Leading Hotel of the World } (LHW) وكانت الأسباب عيوب في الجودة.

## مشاهير
كان كمبينسكي في الخمسينات نقطة التقاء للمشاهير ونجوم السينما مثل صوفيا لورين، مارسيلو ماستروياني، أسطورة هوليوود كيرك دوغلاس، روجر مور، الحائز على جائزة نوبل أوتو هان، الدالاي لاما ومنتج قارب الحلم فولفغانغ راديمان الذي أقام باسم «كيمبي» ورئيس الولايات المتحدة رونالد ريغان. هيلدغارد كنيف عاشت مع ابنتها كريستينا «تينا» وأحيانا مع زوجها الممثل البريطاني ديفيد كاميرون، في جناح Bellevue ذو ال200 متر مربع في السبعينات بمعدل يومي 650 مارك ألماني.هارالد يونكيه كان زبون دائم في «مشوى كمبينسكي».

## الموقع الرسمي
- الموقع الرسمي لفندق بريستول